# 瞿鏞
瞿鏞（1794年—1846年），字子雍，江蘇蘇州府常熟縣人，清朝藏書家。

## 生平
歲貢生，任寶山縣儒學訓導。繼承父志，收藏宋元善本。築有鐵琴銅劍樓，藏書至十餘萬卷，与山东聊城杨以增“海源阁”藏书並列，时有“南瞿北杨”之称。学人可入书斋参阅，但不许外借，內設有读者阅书室，還有提供茶水膳食。有《续海虞文苑诗苑稿》、《续金石萃编稿》、《集古印谱》、《铁琴铜剑楼词稿》等。長子瞿秉淵、次子瞿秉清均是藏書家。瞿秉清之子瞿启甲撰有《铁琴铜剑楼藏书目录》。

## 家族
父瞿紹基。子瞿秉淵、瞿秉清、瞿秉沂、瞿秉潤、瞿秉沖。